# Pomnik Niepodległości w Charkowie
Pomnik Niepodległości w Charkowie (ukr. Пам'ятник Незалежності «Україна, що летить», pol. Pomnik Niepodległości „Ukraina, która leci”) – pomnik znajdujący się na placu Konstytucji w Charkowie, wzniesiony w celu upamiętnienia uchwalenia Deklaracji niepodległości Ukrainy. Odsłonięty został 22 sierpnia 2012 roku, w przeddzień Dnia Niepodległości Ukrainy oraz dnia miasta Charkowa (obchodzonego 23 sierpnia).

## Historia
27 kwietnia 2011 roku ogłoszony został konkurs na projekt Pomnika Niepodległości, który miał stanąć na placu Konstytucji. Dziewięć zespołów rzeźbiarskich zgłosiło łącznie 10 projektów. Po dwóch miesiącach jury oznajmiło, że zwycięską pracą zostaje model „Ukraina, która leci” – dzieło charkowskich rzeźbiarzy Ołeksandra Ridnyjego i Hanny Iwanowej. Jest to drugi pomnik poświęcony Deklaracji Niepodległości Ukrainy w Charkowie, pierwszy stanął w 2001 roku na placu Pawłowskim (wówczas Róży Luksemburg) lecz był tymczasowy i został rozebrany w 2012.
Instalacja nowego pomnika była częścią planu przebudowy placu Konstytucji. Wcześniej w tym samym miejscu stał pomnik na cześć proklamacji władzy radzieckiej na Ukrainie, który usunięto we wrześniu 2011 roku.
Ceremonia odsłonięcia odbyła się 22 sierpnia 2012 r., przewodził jej prezydent Wiktor Janukowycz. Na otwarciu zagrała orkiestra symfoniczna Filharmonii Charkowskiej.

## Opis
Pomnik składa się z cokołu o geometrycznej formie, wyłożonego u podstawy szarymi płytami granitowymi, na którym osadzona jest brązowa kula z figurą starożytnej greckiej bogini zwycięstwa Nike. Figura oraz kula wykonane są z brązu. Wysokość figury wynosi ok. 6 m, kuli ok. 2,5 m, a cokołu ok. 8 m. Całkowita wysokość pomnika wynosi 16,5 metra.

## Oskarżenia o plagiat

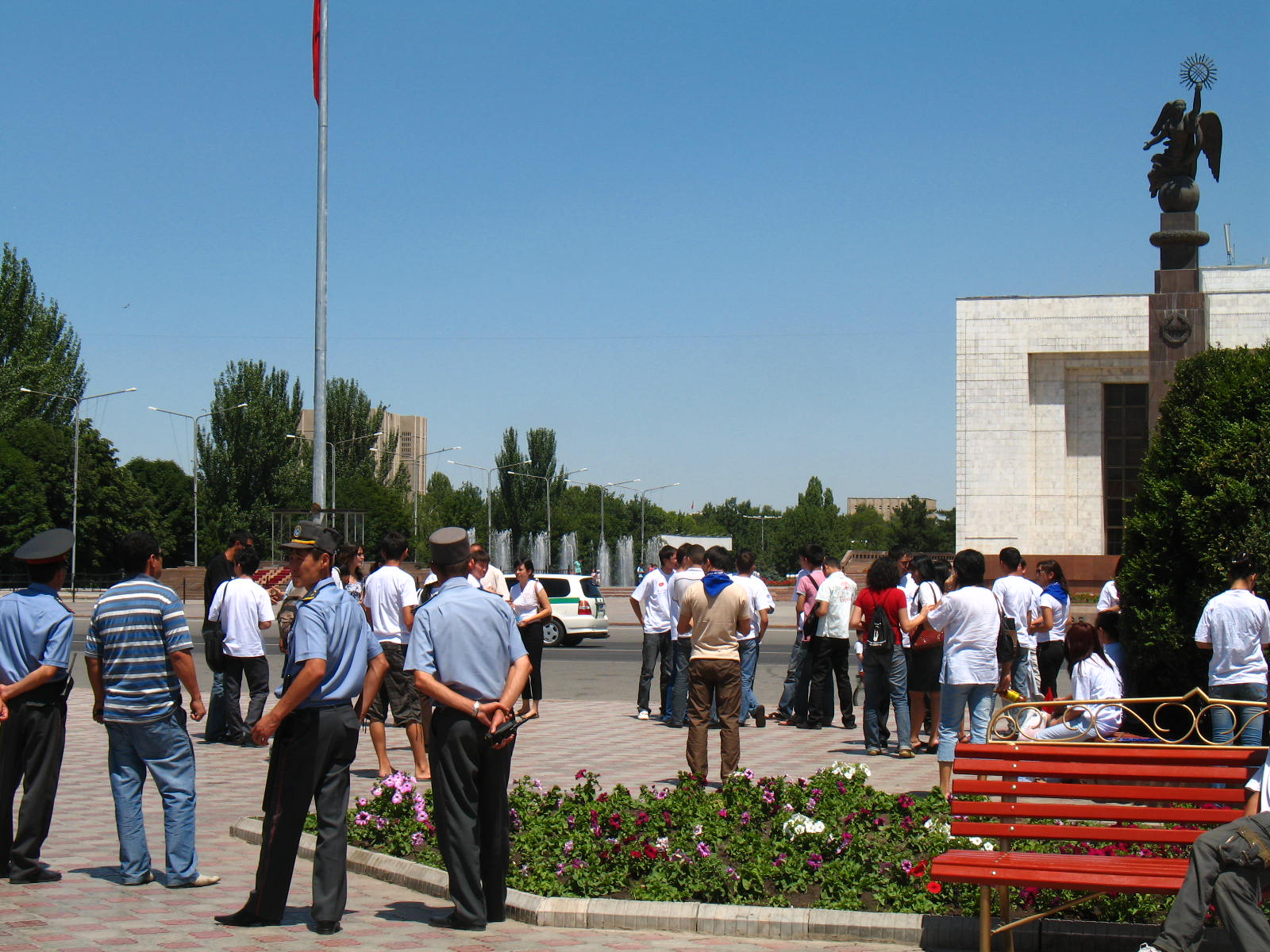
Pomnik Wolności, Biszkek, Kirgistan

Autorzy pomnika oskarżani byli o plagiat, ponieważ ich projekt podobny jest do Pomnika Wolności, znajdującego się w Biszkeku w Kirgistanie. Autorzy odrzucają te oskarżenia, argumentując, że jest to „bardzo typowa kompozycja”.